# Saé Saboua
Saé Saboua (auch: Sayé Saboua) ist eine Landgemeinde im Departement Guidan Roumdji in Niger.

## Geographie
Saé Saboua liegt am Übergang der Großlandschaft Sudan zur Sahelzone. Die Nachbargemeinden sind Chadakori im Norden, Maïyara und Sarkin Yamma im Nordosten, Tchadoua im Osten, Maradi und Djiratawa im Süden sowie Tibiri im Westen. Bei den Siedlungen im Gemeindegebiet handelt es sich um 93 Dörfer, 18 Weiler und 11 Lager. Der Hauptort der Landgemeinde ist das Dorf Saé Saboua.

## Geschichte
Die Landgemeinde Saé Saboua ging 2002 im Zuge einer landesweiten Verwaltungsreform aus dem Kanton Saé Saboua hervor. Bei der Hungerkrise in Niger 2005 zählte Saé Saboua zu den am stärksten betroffenen Orten. Hier hatte die Bevölkerung weniger als eine Mahlzeit am Tag zur Verfügung.

## Bevölkerung
Bei der Volkszählung 2012 hatte die Landgemeinde 99.638 Einwohner, die in 10.804 Haushalten lebten. Bei der Volkszählung 2001 betrug die Einwohnerzahl 65.935 in 7509 Haushalten.
Im Hauptort lebten bei der Volkszählung 2012 3155 Einwohner in 364 Haushalten, bei der Volkszählung 2001 2012 in 233 und bei der Volkszählung 1988 1496 in 164 Haushalten.
In ethnischer Hinsicht ist die Gemeinde ein Siedlungsgebiet von Gobirawa, Azna, Katsinawa und Tuareg.

## Politik
Der Gemeinderat (conseil municipal) hat 24 gewählte Mitglieder. Mit den Kommunalwahlen 2020 sind die Sitze im Gemeinderat wie folgt verteilt: 8 PNDS-Tarayya, 7 LRD-Jimiri, 3 ADEN-Karkara, 3 MNSD-Nassara, 1 CPR-Inganci, 1 MPR-Jamhuriya und 1 PJP-Génération Doubara.
Jeweils ein traditioneller Ortsvorsteher (chef traditionnel) steht an der Spitze von 84 Dörfern in der Gemeinde, darunter dem Hauptort.

## Wirtschaft und Infrastruktur

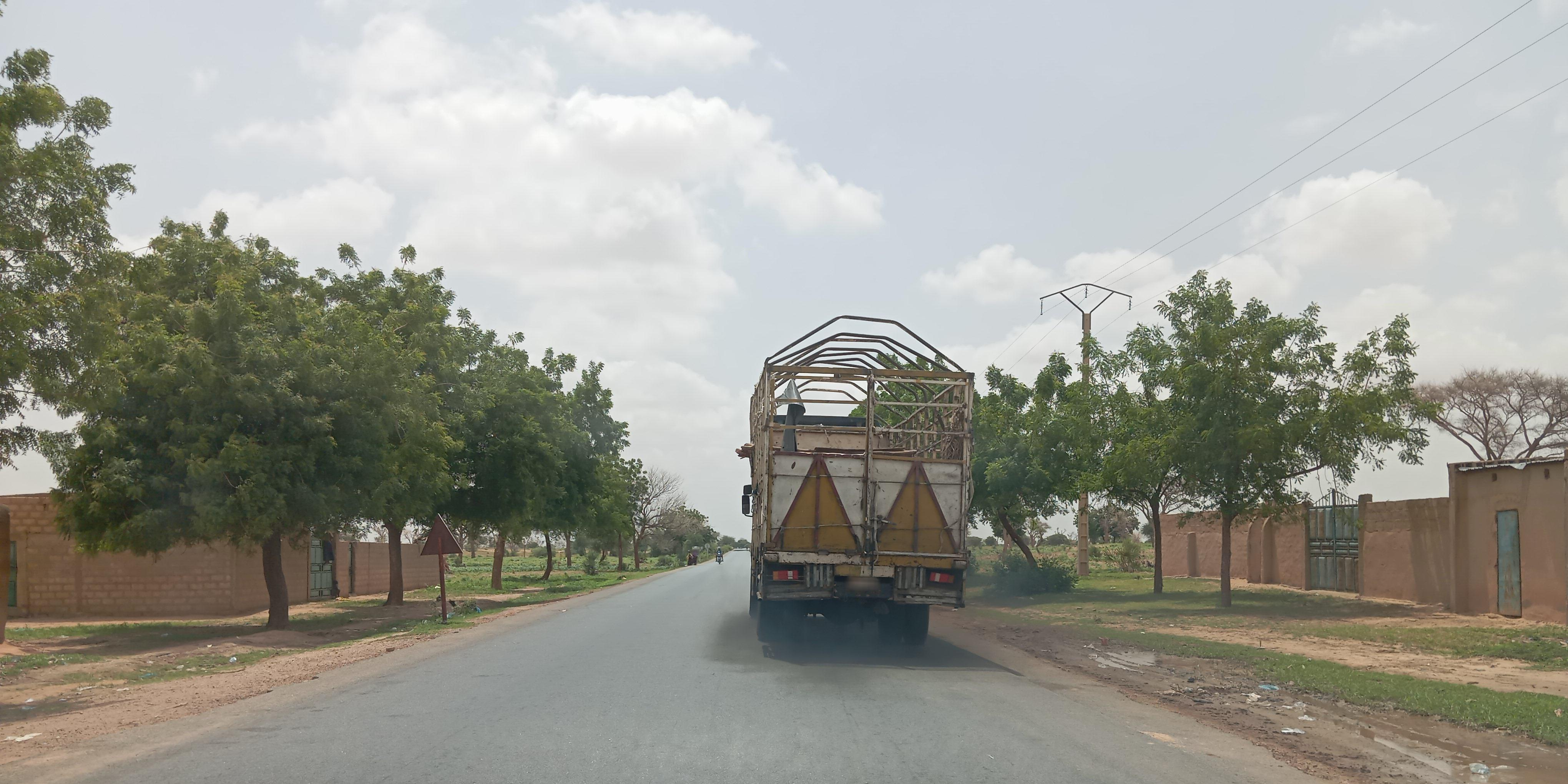
Nationalstraße 1 im Dorf Gadambo in der Gemeinde Saé Saboua (2024)

In Saé Saboua werden Viehwirtschaft, Handel und Handwerk praktiziert. Es gibt zu wenige landwirtschaftlich nutzbare Flächen. In den 1980er Jahren wurde im Hauptort eine Getreidebank etabliert. Die Niederschlagsmessstation im Hauptort wurde 1981 in Betrieb genommen.
Gesundheitszentren des Typs Centre de Santé Intégré (CSI) sind im Hauptort sowie in den Siedlungen Guidan Kané Katsinawa und Yondoto Almou vorhanden. Das Gesundheitszentrum im Hauptort verfügt über ein eigenes Labor und eine Entbindungsstation. Der CEG Saé Saboua ist eine allgemein bildende Schule der Sekundarstufe des Typs Collège d’Enseignement Général (CEG). Beim Centre de Formation aux Métiers de Saé Saboua (CFM Saé Saboua) handelt es sich um ein Berufsausbildungszentrum.
Durch das Gemeindegebiet verläuft die asphaltierte Nationalstraße 1, die längste Fernstraße Nigers. Vom Gemeindehauptort führen die Landstraße RR4-003 nach Bader Tanko und die Landstraße RR4-007 über das Dorf Zaourami zur Nationalstraße 1.